# Élara (mythologie)
Pour les articles homonymes, voir Élara.
Dans la mythologie grecque, Élara (en grec ancien Ἐλάρα, Ἐλάραη ou Ἀλέρα), aussi connue sous le nom de Larissa, est la fille du roi Orchomène et la mère du géant Tityos. 

## Famille
Élara est une princesse mortelle, fille du roi Orchomène. Dans certains récits, elle est décrite comme étant plutôt la fille de Minyas, roi de la cité d'Orchomène.
De ses amours avec Zeus, elle enfante le géant Tityos, ce qui fait d'elle la grand-mère d'Europe et, par elle, l'arrière-grand-mère de l'argonaute Euphémos, et donc l'ancêtre mythique des Battiades, les rois grecs de Cyrène.

## Mythe
Élara est aimée de Zeus, qui la cache à son épouse, la très jalouse Héra, en la plaçant profondément sous terre. C'est là qu'elle donne naissance au géant Tityos (parfois considéré comme le fils de Gaïa, la Terre, pour cette raison) ; elle meurt en le mettant au monde à cause de la taille énorme du bébé.
La grotte par laquelle Tityos était censé être venu à la surface de la Terre était située sur l'Eubée et appelée Elarion.

## Évocation moderne

### Astronomie
Son nom a été donné à un satellite naturel de Jupiter, Élara, découvert le 2 janvier 1905. Élara ne reçut pas de nom officiel avant 1975, étant finalement nommé en même temps que huit autres satellites de Jupiter (le premier lot de satellites à avoir été officiellement nommé par l'Union astronomique internationale). Avant cela, Élara était simplement désigné comme Jupiter VII. Il ne portait pas non plus de désignation provisoire, le système actuel n'ayant été mis en place qu'après sa désignation officielle.

## Source antique
- Pseudo-Apollodore, Bibliothèque [détail des éditions] [lire en ligne] (I, 4, 1).
- Strabon, Géographie [détail des éditions] [lire en ligne] (9, 3, 14).
- Apollonios de Rhodes, Argonautiques [détail des éditions] [lire en ligne] (1, 758)